# Horodîșce, Novhorod-Siverskîi
Horodîșce (în ucraineană Городище) este un sat în comuna Bucikî din raionul Novhorod-Siverskîi, regiunea Cernihiv, Ucraina.

## Demografie
Componența lingvistică a localității Horodîșce
     Rusă (90%)
     Ucraineană (10%)
Conform recensământului din 2001, majoritatea populației localității Horodîșce era vorbitoare de rusă (90%), existând în minoritate și vorbitori de ucraineană (10%).